# Eleusis (districte)
Eleusis (en grec antic Ἐλευσίς) era un demos o districte d'Àtica situada a uns 20 km d'Atenes, a la frontera entre l'Àtica i Mègara.
Va ser cèlebre per l'adoració a Demèter i Persèfone i els misteris que s'hi feien en honor de les deesses. El ritual dels misteris era l'Eleusínia i sempre va ser vist com el més sagrat dels misteris de Grècia fins a la desaparició del paganisme. La capital era la ciutat d'Eleusis.
Aquell territori va estar habitat des de l'antiguitat, segurament des de l'època micènica. Més tard hi havia la tribu grega anomenada Hipotoòntida (οἱ Ἱπποθοωντίδαι). El seu nom derivaria del suposat adveniment (ἔλευσις "eleusis") de Demèter, o de l'heroi epònim Eleusis, fill d'Hermes, segons diu Pausànias.
El territori d'Eleusis va quedar sota el domini d'Atenes pel sinecisme de Teseu, segons la llegenda, però va mantenir la seva independència religiosa degut al caràcter sagrat que tenia, estès per tota l'antiga Grècia. Sota el govern de Pisístrat,(segle vi aC els misteris d'Eleusis van adquirir un àmbit panhel·lènic i els peregrins venien de tota Grècia i més enllà per participar-hi.
La ciutat d'Eleusis i el reu territori eren propensos a sofrir inundacions, provocades pel riu Cefís, gairebé sec la major part de l'any però amb grans avingudes a la tardor. Demòstenes parla d'aquestes inundacions, i l'emperador Hadrià va fer construir uns terraplens per limitar el corrent del riu quan s'estava a Atenes.